# Are

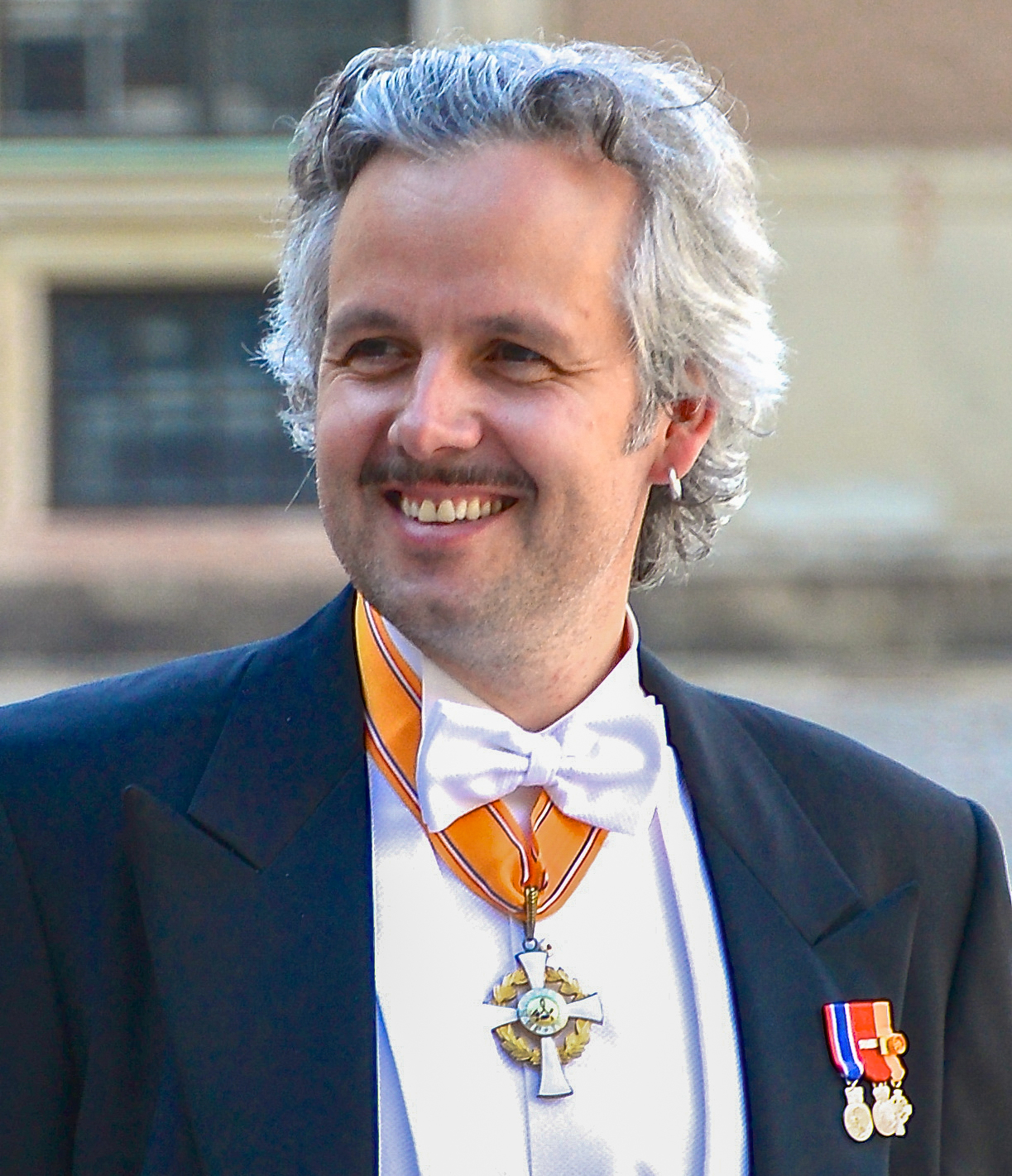
Ari Behn, 2013.

Are eller Ari är ett fornnordiskt mansnamn som betyder 'örn'. I asatron så flyger örnen Are tillsammans med örnjätten Hräsvelg för att hämta dem som dömts vid tinget till sina pinohålor i Helheim.
Den 31 december 2019 fanns det 156 män i Sverige med förnamnet Are. Av dessa hade 65 namnet som tilltalsnamn. Äldsta belägget i Sverige är från 1876, men namnet förekommer på runstenar i andra länder.

## Personer med förnamnet Are/Ari
- Ari Behn, norsk författare
- Ari Þorgilsson, isländsk krönikör
- Are Waerland